# Nadeschda Sergejewna Nadeschdina
Nadeschda Sergejewna Nadeschdina (russisch Наде́жда Серге́евна Наде́ждина, auch andere Schreibweisen des Namens, geboren 3. Juni 1904 oder 1908 in Wilna, Russisches Kaiserreich; gestorben 11. Oktober 1979 in Moskau, Sowjetunion) war eine russische Balletttänzerin und Choreografin.     

## Leben
Nadeschda Nadeschdina war eine Tochter der Schriftstellerin Aleksandra Brusztein und des Arztes Israel Sergei Brusztein (1873–1947). Ihr Großvater Jakob Wygodski wurde 1941 in Wilna Opfer des Holocaust.
Nadeschdina erhielt 1918 bis 1924 eine Ballettausbildung bei Nikolai Legat und Agrippina Vaganova an der Petrograder Ballettschule. Zwischen 1925 und 1934 hatte sie ein Engagement als Ballerina beim Bolschoi-Ballett in Moskau, wo sie ab 1941 als Ballettmeisterin arbeitete. Im Jahr 1948 gründete Nadeschdina die Tanzgruppe Beryozka. Nadeschdina erhielt 1950 den Stalinpreis, 1959 die Joliot-Curie Goldmedaille des Weltfriedensrats, 1966 wurde sie zum Volkskünstler der UdSSR ernannt, 1978 zum Held der sozialistischen Arbeit.
Nadeschdina war in den 1930er Jahren mit Wladimir Lebedew verheiratet. Sie ist auf dem Nowodewitschi-Friedhof bestattet.

## Choreografie
- Beriozka Walzer, Choreografie bei YouTube